# Reich (Biologie)
Rangstufen innerhalb des Systems der Lebewesen (ohne Zwischenstufen)
Das Reich (Regnum, englisch kingdom) ist eine Rangstufe innerhalb des Systems der Lebewesen. Es ist nach der Domäne (bzw. dem Realm bei Viren) die zweithöchste Rangstufe, sie gilt aber nur innerhalb der Eukaryoten und Viren. Innerhalb der Prokaryoten (Bakterien und Archaeen) wird traditionell nicht in Reiche eingeteilt, sondern in die nächstniedrigere Rangordnung, den Stamm (Phylum), es wurden hier aber inzwischen verschiedene „Überstämme“ (Superphyla) vorgeschlagen. In der Botanik ist die nächstniedrigere Rangstufe die Abteilung (Division).
Das Reich kann noch in Unterreiche (Subregna), und diese wiederum in Infrareiche (Infraregna) untergliedert werden.

## Geschichte
Das Reich war lange Zeit die höchste Rangstufe der Lebewesen.
- Ursprünglich wurde in der Taxonomie nur zwischen Tieren (Animalia) und Pflanzen (Plantae) unterschieden (2 Reiche, Carl von Linné, 1735).
- Später kamen einzellige Organismen unter dem Namen Protisten (Protista) dazu (3 Reiche, Ernst Haeckel, 1866).
- Danach trennte man die Pilze (Fungi) von den Pflanzen.
- Schließlich wurde Mitte des 20. Jahrhunderts eine fundamentale Unterscheidung zwischen einzelligen Lebewesen mit Zellkern, Eukaryoten (Eukaryota) und solchen ohne Zellkern, Prokaryoten (Prokaryota syn. Monera) eingeführt. (2 Imperien oder Superreiche – engl. empires/superkingdoms mit insgesamt 5 Reichen, Robert Whittaker, 1969). Eine Variante davon beinhaltet die umfassenderen und die Grünalgen einschließenden Protoctisten anstelle der Protisten (Lynn Margulis, 1980er Jahre).[3]
- Nach genaueren molekulargenetischen Untersuchungen bekamen die Archaeen (Archaea) ein eigenes Reich (6 Reiche, Carl Woese, 1977).
- Die Protisten/Protoctisten wurden nochmals differenziert in Stramenopile (oder Chromisten) und Protozoen (Bakterien und Archaeen wurden ursprünglich nicht unterschieden, daher 6 Reiche, Thomas Cavalier-Smith, 1998 – dies wurde in einer Revision von Ruggiero, Cavalier-Smith et al. 2015 nachgeholt,[4] damit 7 Reiche).
- Durch weitere Untersuchungen der Nukleinsäuren kam man in den letzten Jahren des 20. Jahrhunderts zu einer neuen Einteilung, wobei man die Domäne als höchste Kategorie einführte, um den fundamentalen Unterschied zwischen Archaebakterien (nun Archaeen (Archaea) genannt) und Eubakterien (nun schlicht als Bakterien (Bacteria) bezeichnet) auch taxonomisch zu dokumentieren (3 Domänen, Carl Woese et al., 1990). Die geschichtliche Entwicklung des Domänen-Konzepts ist ausführlich dargestellt bei Jan Sapp.[5]
- Die herkömmliche Einteilung der Domänen der Bakterien und Archäen direkt in Phylum (Stämme) unter Auslassung der dazwischenliegenden Rangstufen (insbesondere Reich) ist noch ein Erbe aus der Zeit, als beide gemeinsam zu einem Reich zusammengefasst wurden. Metagenomanalysen zeigen aber die hohe Diversität in diesen beiden Domänen, so dass für beide inzwischen etliche Vorschläge für Supergruppen wie Superphyla, Infrareiche und Reiche vorliegen. Die List of Prokaryotic names with Standing in Nomenclature (LPSN)[6][7] und die Taxonomie des National Center for Biotechnology Information (NCBI)[8][9] haben diese Vorschlägen 2024 aufgegriffen und eine Reihe von Reichen innerhalb dieser beiden Domänen eingerichtet.
- Sollte sich herausstellen, dass die Eukaryoten nicht schon sehr früh von Vorfahren der Archaeen abzweigen, sondern (vermutlich unter Aufnahme von Alphaproteobakterien als Endosymbionten) sich erst später aus einem Zweig derselben (etwa im Umfeld der Asgardarchaeota) hervorgegangen sind, wäre die Domäne der Archaeen paraphyletisch. Die Situation erinnert – von der Endosymbiose abgesehen – an den Ursprung der Vögel aus den Dinosauriern. Eine Möglichkeit, Monophylie wiederherzustellen, wäre dann, die Eukaryoten in die Archaeen zu integrieren (vgl. Neomura, Thomas Cavalier-Smith, 2002).[10]

| Haeckel            | Whittaker            | Woese et al.         | Woese et al.        | Cavalier-Smith                       | Cavalier-Smith                       | Ruggiero et al.                       | Ruggiero et al.                       | Oren and Göker                          | Oren and Göker                          |
| (1866) Drei Reiche | (1969) Fünf Reiche   | (1977) Sechs Reiche  | (1990) Drei Domänen | (1998) Zwei Domänen und sechs Reiche | (1998) Zwei Domänen und sechs Reiche | (2015) Drei Domänen und sieben Reiche | (2015) Drei Domänen und sieben Reiche | (2024) Drei Domänen, Prokaryoten-Reiche | (2024) Drei Domänen, Prokaryoten-Reiche |
| ------------------ | -------------------- | -------------------- | ------------------- | ------------------------------------ | ------------------------------------ | ------------------------------------- | ------------------------------------- | --------------------------------------- | --------------------------------------- |
| Animalia           | Animalia             | Animalia             | Eucarya             | Eukaryota                            | Animalia                             | Eukaryota                             | Animalia                              | Eukaryota                               | wie bisher bzw. Einteilung in Kladen    |
| Plantae            | Fungi                | Fungi                | Eucarya             | Eukaryota                            | Fungi                                | Eukaryota                             | Fungi                                 | Eukaryota                               | wie bisher bzw. Einteilung in Kladen    |
| Plantae            | Plantae              | Plantae              | Eucarya             | Eukaryota                            | Plantae                              | Eukaryota                             | Plantae                               | Eukaryota                               | wie bisher bzw. Einteilung in Kladen    |
| Protista           | Protista (Eukaryota) | Protista (Eukaryota) | Eucarya             | Eukaryota                            | Chromista                            | Eukaryota                             | Chromista                             | Eukaryota                               | wie bisher bzw. Einteilung in Kladen    |
| Protista           | Protista (Eukaryota) | Protista (Eukaryota) | Eucarya             | Eukaryota                            | Protozoaveraltet                     | Eukaryota                             | Protozoaveraltet                      | Eukaryota                               | wie bisher bzw. Einteilung in Kladen    |
| Protista           | Monera (Prokaryota)  | Archaebacteria       | Archaea             | Prokaryota                           | Bacteria                             | Archaea                               | Archaea                               | Archaea                                 | Methanobacteriati                       |
| Protista           | Monera (Prokaryota)  | Archaebacteria       | Archaea             | Prokaryota                           | Bacteria                             | Archaea                               | Archaea                               | Archaea                                 | Nanobdellati                            |
| Protista           | Monera (Prokaryota)  | Archaebacteria       | Archaea             | Prokaryota                           | Bacteria                             | Archaea                               | Archaea                               | Archaea                                 | Promethearchaeati                       |
| Protista           | Monera (Prokaryota)  | Archaebacteria       | Archaea             | Prokaryota                           | Bacteria                             | Archaea                               | Archaea                               | Archaea                                 | Thermoproteati                          |
| Protista           | Monera (Prokaryota)  | Archaebacteria       | Archaea             | Prokaryota                           | Bacteria                             | Archaea                               | Archaea                               | Archaea                                 | incertae sedis                          |
| Protista           | Monera (Prokaryota)  | Eubacteria           | Bacteria            | Prokaryota                           | Bacteria                             | Bacteria                              | Bacteria                              | Bacteria                                | Bacillati                               |
| Protista           | Monera (Prokaryota)  | Eubacteria           | Bacteria            | Prokaryota                           | Bacteria                             | Bacteria                              | Bacteria                              | Bacteria                                | Fusobacteriati                          |
| Protista           | Monera (Prokaryota)  | Eubacteria           | Bacteria            | Prokaryota                           | Bacteria                             | Bacteria                              | Bacteria                              | Bacteria                                | Pseudomonadati                          |
| Protista           | Monera (Prokaryota)  | Eubacteria           | Bacteria            | Prokaryota                           | Bacteria                             | Bacteria                              | Bacteria                              | Bacteria                                | Thermotogati                            |
| Protista           | Monera (Prokaryota)  | Eubacteria           | Bacteria            | Prokaryota                           | Bacteria                             | Bacteria                              | Bacteria                              | Bacteria                                | incertae sedis                          |

## Sonderstatus der Viren
| ICTV                                                                          | ICTV                                                                          | ICTV                                                                          |
| (Juni 2022) Sieben Realms (+ weitere Taxa incertae sedis), insges. elf Reiche | (Juni 2022) Sieben Realms (+ weitere Taxa incertae sedis), insges. elf Reiche | (Juni 2022) Sieben Realms (+ weitere Taxa incertae sedis), insges. elf Reiche |
| ----------------------------------------------------------------------------- | ----------------------------------------------------------------------------- | ----------------------------------------------------------------------------- |
| Adnaviria                                                                     | Zilligvirae                                                                   | Zilligvirae                                                                   |
| Duplodnaviria                                                                 | Heunggongvirae                                                                | Heunggongvirae                                                                |
| Monodnaviria                                                                  | Loebvirae Sangervirae                                                         | Shotokuvirae Trapavirae                                                       |
| Riboviria                                                                     | Orthornavirae                                                                 | Pararnavirae                                                                  |
| Ribozyviria                                                                   | Kolmioviridae (Fam.)                                                          | Kolmioviridae (Fam.)                                                          |
| Singelaviria                                                                  | Helvetiavirae                                                                 | Helvetiavirae                                                                 |
| Varidnaviria                                                                  | Abadenavirae                                                                  | Bamfordvirae                                                                  |
| incertae sedis                                                                | 1 Klasse, 27 Familien, 2 Gattungen                                            | 1 Klasse, 27 Familien, 2 Gattungen                                            |

Man ist sich weitgehend einig, dass Viren nicht zu den Lebewesen zählen, man sie aber als „dem Leben nahestehend“ betrachten kann. Sie haben keinen eigenen Stoffwechsel und können sich nicht selbständig fortpflanzen, sondern brauchen dazu einen Wirt. Das gilt erst recht für Satellitenviren, die für ihre Fortpflanzung zusätzlich zur Wirtszelle noch ein Helfervirus benötigen. Auch Viriforme und Viroide werden nicht zu den Lebewesen gezählt. Viren inklusive Satellitenviren, Viriforme, Viroide sowie künftig evtl. auch Prionen unterliegen einer eigenen Taxonomie. Die Namensendungen bei Viren sind -virae bei Reichen und -virites bei Unterreichen. Da nicht davon auszugehen ist, dass Viren insgesamt einen gemeinsamen Vorfahren haben, fasst man die Verwandtschaftsbereiche jeweils zu (mit Stand Mai 2025) sieben Realms (englisch realms) zusammen (die in Subrealms, en. subrealms, unterteilt sein können – derzeit nicht realisiert). Unter diesen folgt direkt die Rangstufe der Reiche (Domänen gibt es nicht).

## Aussicht
Neben der klassisch evolutionären Klassifikation (aus der der Begriff Reich kommt), existieren heute drei weitere Taxonomie-Konzepte: die numerische Taxonomie, die Kladistik und die Taxonomie aufgrund von DNA-Basensequenzen. Nicht immer können die traditionell gebräuchlichen Einteilungseinheiten in eine moderne Systematik übernommen werden.

### Eukaryoten
Das als anerkannt geltende System von Adl et al. 2005 (neueste Ausgabe 2019) für Eukaryoten basiert vornehmlich auf phylogenetischen Untersuchungen (Kladistik) und ist entsprechend aufgebaut. Es enthält keine Kategoriebezeichnungen der verschiedenen Taxa und benennt auf gleicher Ranghöhe Organismengruppen, die entsprechend der klassischen Systematik auf unterschiedlichen taxonomischen Ebenen angesiedelt werden. Dabei hat sich eine neuere Gruppierung durchgesetzt, die die klassischen Reiche der Tiere, Pilze und Pflanzen ihren jeweiligen verwandten Gruppen innerhalb der früheren Protisten zuordnet. Sie werden meist als supergroups (Supergruppen) bezeichnet. Streng genommen gehört sie damit nicht zur Taxonomie, da sie den Rang „Reich“ überspringt. Die sechs Taxa sind:
- Amoebozoa – bestimmte Amöbenartige und Schleimpilze
- Opisthokonta – u. a. Tiere und Pilze
- Rhizaria – amöbenartige Protista mit Scheinfüßchen (Pseudopodien)
- Archaeplastida – Landpflanzen, Grünalgen, Rotalgen, u. a.
- Chromalveolata – viele eukaryotische Algen, z. B. Braunalgen
- Excavata – verschiedene Protista mit Geißeln

### Prokaryoten
Für zwei weitere Supergruppen wird die Einteilung der Domänen von Woese, Kandler und Wheelis (1990) bevorzugt:
- Bacteria
- Archaea

Als Referenz für die klassische Taxonomie dieser beiden Domänen gilt die List of Prokaryotic names with Standing in Nomenclature (LPSN), für die Taxonomie aufgrund von DNA-Basensequenzen ist dies die Genome Taxonomy Database (GTDB).